# Pozitivizmus
A pozitivizmus a 19. század végének és a 20. század elejének egyik jellemző európai filozófiai irányzata, mely három időszakra osztható: első-, második- és neopozitivizmus. Ezen irányzatokban közösnek tekinthető a filozófia tudományos jellegű, racionális megközelítése és a tudomány pozitív szerepének hangsúlyozása az életünk javításában.[forrás?] A pozitivizmust elsőként Auguste Comte foglalta össze, de jelentős még John Stuart Mill és Ernst Mach jelenléte is az irányzatban.

## Jellemzői
Gyökere a francia szkepticizmus és materializmus, az angol empirizmus és a kanti fenomenalizmus.
Szemléletében egyesül a felvilágosodás racionalizmusa és a hegeli dialektika, de főleg a ténytiszteletre épül.
Az irányzat szerint nincsen szükség gyors átalakulásra, a változásokat csak az emberek közvetlen tapasztalata segítheti elő.
Az embert természeti lényként fogja fel, nem társadalmi lényként, továbbá kimondja, hogy az embernek nincs szabad akarata, tehát nem dönthet saját belátása szerint.[forrás?]

## Szakaszai

### Első szakasz
Megalapítója Auguste Comte. Mellette még Jean-Marie Guyau játszott szerepet.

### Második szakasz
A második pozitivizmus is elveti a metafizikát, a tapasztalatilag adottra támaszkodik. Fő képviselői: Richard Ludwig Heinrich Avenarius és Ernst Mach.

### A neopozitivizmus
A 20. század elejének irányzata, melyet a logikai pozitivizmus, Bertrand Russell, a Bécsi Kör, Alfred Jules Ayer fémjeleznek.